# Dejlidy
Dejlidy (lit. Dailidės) – wieś na Litwie, w okręgu uciańskim, w rejonie ignalińskim, w starostwie Kozaczyzna.

## Historia
W czasach zaborów wieś leżała w granicach Imperium Rosyjskiego.
W dwudziestoleciu międzywojennym zaścianek leżał w Polsce, w województwie nowogródzkim (od 1926 w województwie wileńskim), w powiecie brasławskim (od 1926 w powiecie święciańskim), w gminie Dukszty.
Według Powszechnego Spisu Ludności z 1921 roku zamieszkiwało tu 56 osób, 55 było wyznania rzymskokatolickiego a 1 staroobrzędowego. Jednocześnie 55 mieszkańców zadeklarowało polską przynależność narodową a 1 rosyjską. Było tu 10 budynków mieszkalnych. W 1931 zamieszkiwało tu 66 osób w 10 budynkach.
Miejscowość należała do parafii rzymskokatolickiej w Duksztach. Podlegała pod Sąd Grodzki w Święcianach i Okręgowy w Wilnie; właściwy urząd pocztowy mieścił się w m. Duksztach.